# (8080) Intel
(8080) Intel est un astéroïde de la ceinture principale.

## Description
(8080) Intel est un astéroïde de la ceinture principale. Il fut découvert le 17 novembre 1987 à Caussols par le CERGA. Il présente une orbite caractérisée par un demi-grand axe de 2,86 UA, une excentricité de 0,29 et une inclinaison de 9,4° par rapport à l'écliptique.

## Compléments